# Zeria angolana
Zeria angolana är en spindeldjursart som först beskrevs av Frade 1940.  Zeria angolana ingår i släktet Zeria och familjen Solpugidae. Inga underarter finns listade i Catalogue of Life.